# Lökgrund, Kyrkslätt
Lökgrund är en ö i Finland. Den ligger i Finska viken och i kommunen Kyrkslätt i den ekonomiska regionen  Helsingfors i landskapet Nyland, i den södra delen av landet. Ön ligger omkring 33 kilometer sydväst om Helsingfors.
Öns area är 3,1 hektar och dess största längd är 350 meter i sydväst-nordöstlig riktning. Ön höjer sig omkring 10 meter över havsytan.